# Mors acerba
La locuzione latina Mors acerba significa letteralmente morte prematura, ed è attestata per la prima volta in Cornelio Nepote (De viris illustribus, Cimone, IV).